# Tiberius Claudius Candidus

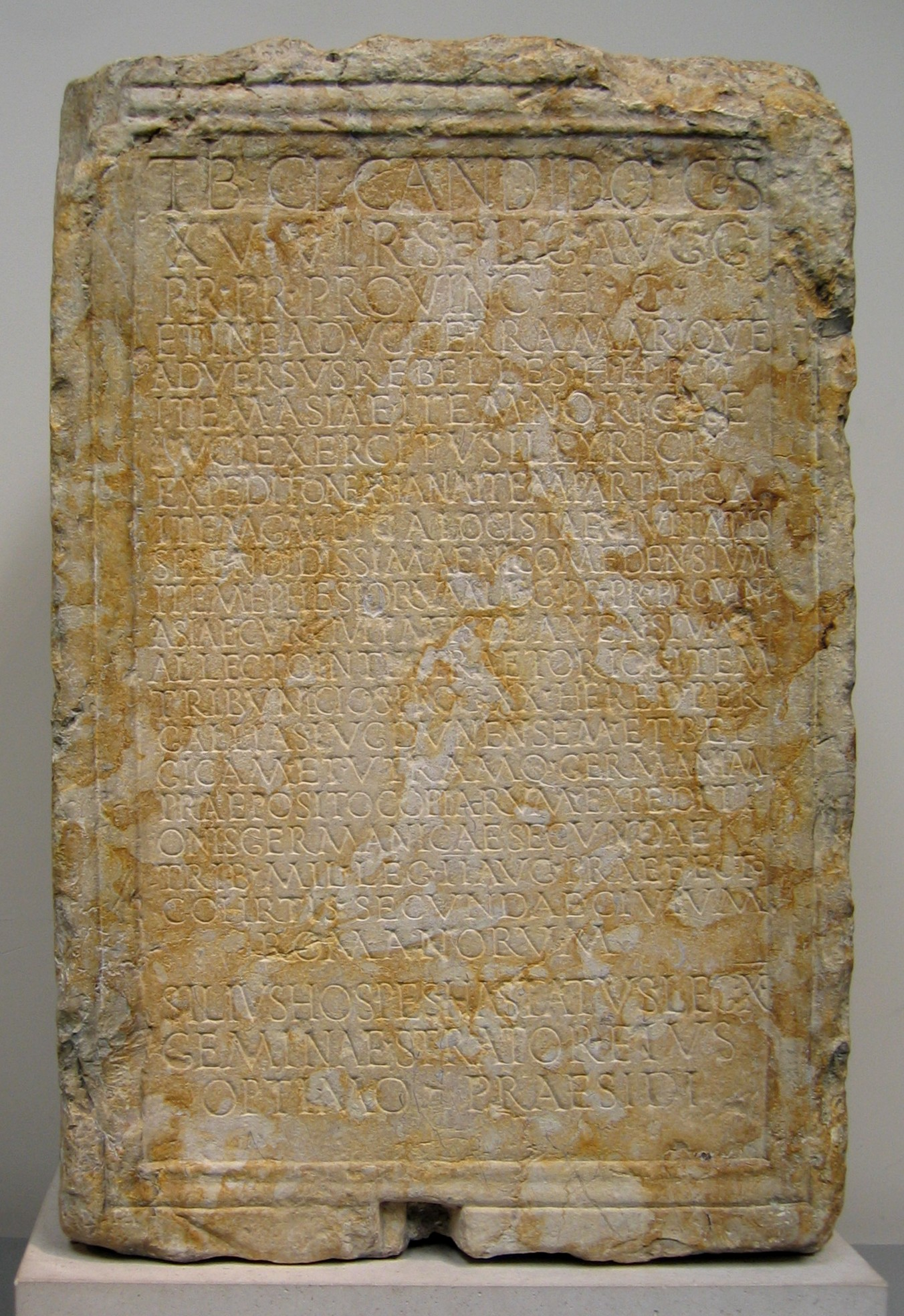
Gedenksteen voor Tiberius Claudius Candidus

Tiberius Claudius Candidus (145-200) was een Romeinse senator, generaal en politicus die diende onder de keizers Marcus Aurelius, Commodus en Septimius Severus. Hij was tevens consul.
Claudius Candidus stamde uit Numidia en begon zijn cursus honorum als eques ('ridder') onder Marcus Aurelius. Hij diente als prefect van het Cohors II Civium Romanorum. Daarna werd hij tribunus militum van het Legio II Augusta in Brittania. Rond 177 voerde hij het bevel over een Britse vexillatio tijdens de Tweede Marcomannenoorlog.
Keizer Commodus verhief Candidus in de senatorenstand.
Tijdens het Vierkeizerjaar (193) streed hij voor Septimius Severus tegen Pescennius Niger. Nadat de zege op Niger was behaald, bleef Candidus in het oosten van het rijk en deed in 195 mee aan de oorlog tegen de Parthen. Tijdens de veldtocht werden Adiabene en Osroene bezet.
In 195 of 196 werd Candidus consul suffectus.
In de burgeroorlog van 196-197 tegen Clodius Albinus vocht Candidus opnieuw mee aan de zijde van Septimius Severus.
Van 197 tot 199 bekleedde Candidus de functie van stadhouder van de provincie Hispania Tarraconensis. Daar streed hij met het Legio VII Gemina tegen de vorige stadhouder Lucius Novius Rufus, die aanhanger van Albinus was.
Uiteindelijk viel Candidus in ongenade bij Septimius Severus. Over het verdere verloop van zijn leven is niets bekend. 